# Здомишельська сільська рада
| Здомишельська сільська рада — адміністративно-територіальна одиниця та орган місцевого самоврядування у Ратнівському районі Волинської області з адміністративним центром у с. Здомишель. Історична дата утворення: в 1944 році. Водоймища на території, підпорядкованій даній раді: річка Прип'ять. Сільській раді підпорядковані населені пункти: - с. Здомишель - с. Краска - с. Шменьки |

## Склад ради
Рада складається з 16 депутатів та голови.

### Керівний склад ради
| ПІБ                        | Основні відомості                                                                                        | Дата обрання | Дата звільнення |
| -------------------------- | --- | ------------ | --------------- |
| Борисюк Анатолій Антонович | Сільський голова, 1967 року народження, освіта                                                           | 26.03.2006   | 31.10.2010      |
| Брисюк Анатолій Антонович  | Сільський голова, 1967 року народження, освіта середня спеціальна, член політичної партії 'Наша Україна' | 31.10.2010   |                 |

Примітка: таблиця складена за даними джерела

## Населення
Згідно з переписом УРСР 1989 року чисельність наявного населення сільської ради становила 1921 особа, з яких 926 чоловіків та 995 жінок.
За переписом населення України 2001 року в сільській раді мешкало 1898 осіб.

### Мова
Розподіл населення за рідною мовою за даними перепису 2001 року:
| Мова       | Відсоток |
| ---------- | -------- |
| українська | 99,68 %  |
| російська  | 0,26 %   |
| білоруська | 0,05 %   |